# Domaine de Mestré
 (septembre 2016).
Si vous disposez d'ouvrages ou d'articles de référence ou si vous connaissez des sites web de qualité traitant du thème abordé ici, merci de compléter l'article en donnant les références utiles à sa vérifiabilité et en les liant à la section « Notes et références ».
Le Domaine de Mestré est un domaine situé dans le département français du Maine-et-Loire en région Pays de la Loire. Dans la campagne entourant Fontevraud-l'Abbaye, ses bâtiments remontent aux XIIe et XIIIe siècles[réf. nécessaire].

## Un lieu rattaché à l'histoire de Fontevraud l'Abbaye
Des bâtiments anciens du domaine, il reste aujourd'hui une grange qui accueillait les pèlerins sur la route de Saint-Jacques-de-Compostelle, une grande chapelle (devenue maison des gouverneurs) et une petite chapelle.
Ils contiennent des salles basses à poutres maîtresses sur file de poteaux parallèle aux murs gouttereaux. Restent également, à l'étage, les vestiges d'anciennes baies arquées, remplacées au XVe ou début XVIe siècle par des croisées et demi-croisées, coiffées de larmiers sur culots sculptés.

## Géographie
Le domaine contient diverses parcelles de terre, prés et bois, le tout cadastré de la manière suivante :
- Montsoreau : superficie totale de 17 ha, 65 a et 08 ca.
- Fontevraud : superficie totale de 46 ha, 56 a et 85 ca.

La zone possède un climat continental.
En termes de région, il est situé dans la vallée de la Loire, au carrefour de l'Anjou, de la Touraine et du Poitou.
Le paysage entourant le domaine est vallonné avec la présence de la forêt de Fontevraud-l'Abbaye ainsi que maints champs et vignes.

## Histoire
Le moulin à eau du domaine, présent sur le cours de l'Arceau, était déjà en activité en 1207.
Le Domaine de Mestré est quant à lui attesté du XIIe siècle, appartenant au seigneur de Montreuil-Bellay.
Puis au XIIIe siècle, il passe comme fief de l'abbaye royale de Fontevraud. Avec son logis et son moulin à eau, le domaine est exploité pour ses terres et sert de grenier à l'abbaye.
Il a longtemps servi comme tel au fil de ses régisseurs, jusqu'à la Révolution où il a été confisqué puis privatisé.
Il appartient aujourd'hui à une famille qui exploite ses terres et ses bâtiments. En renouvelant les activités du site, il est devenu une attraction touristique des environs.

### Création
Créés au XIIe siècle, les bâtiments du domaine de Mestré, se trouvant entre Montsoreau et Fontevraud, sont toujours liés à l'histoire de ces deux communes, aussi bien en termes d'architecture (bâtiments en tuffeau) qu'en termes de fonction (exploitation agricole des terrains pour le compte de l'Abbaye).

### Après la révolution
À la Révolution française, en 1789, le domaine de Mestré est saisi comme "bien national", car étant une propriété du roi.
Il est revendu le 7 mars 1791 à une famille dont les descendants gèrent encore actuellement le domaine.

De 1842 à 1856, les propriétaires louent le domaine à la Maison centrale de détention de Fontevraud afin d'en faire une colonie pénitentiaire pour que les détenus travaillent aux champs ; les 65 hectares de terres du domaine sont donc mis à contribution. À cette occasion, le moulin à eau fut transformé pour installer les pensionnaires. 

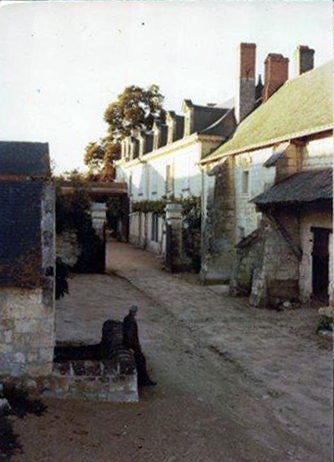
Photo de 1978 où l'on peut voir l'ancienne voie romaine "Chinon - Saumur" traversant le Domaine de Mestré.

Par la suite, l'activité agricole est entretenue par les propriétaires.

### LeXXesiècle
Les activités agricoles du domaine commencent à être perturbées avec l'arrivée de la Grande Guerre et le domaine perd tous ses hommes durant celle-ci.
Ensuite, durant la Seconde Guerre mondiale, les hommes de la famille sont faits prisonniers par les soldats allemands.
C'est en 1942 que naît Dominique Dauge, fils de Jacques et Yvonne Dauge, par la suite maire de Fontevraud durant 40 ans et également agriculteur. Il cultive alors 40 hectares de terres et élève 200 bêtes.

### LeXXIesiècle
À partir des années 2000, le domaine est entièrement géré par les filles de Dominique Dauge. Marie-Amélie de Courcy et Hélène Strodijk reprennent respectivement les chambres d'hôtes et la savonnerie.
Le domaine connaît une période prospère et augmente alors ses effectifs.
La savonnerie obtient une renommée mondiale[Quoi ?] pour son savon à raser tandis que les chambres d'hôtes se transforment en hôtel-restaurant au fil du temps.

## Économie
Durant toute la première partie de son histoire (avant la révolution), le domaine vit sous la tutelle du Roi de France et du Pape. Son économie, principalement axée sur l'exploitation agricole des terres avoisinantes, appartient donc à celle de l'Église.
Se basant sur la céréaliculture, l'élevage et la viniculture, le domaine, classé en métairie à cette époque, garde les denrées alimentaires de l'Abbaye.
Durant la deuxième partie de son histoire, la famille, qui hérite du domaine, l'exploite tout d'abord agricolement puis, au milieu du XXe siècle, le visage agricole du monde changeant, il devient difficile d'en vivre. Les propriétaires du domaine reconvertissent son activité en site touristique avec des chambres d'hôtes puis un restaurant, et créent une savonnerie artisanale.

### L'hôtel-restaurant[2]
Durant l'été 1982, Dominique Dauge, alors maire de Fontevraud-l'Abbaye, crée les chambres d'hôtes avec son épouse.
Pendant la première partie de l'année 1982, il effectue des travaux de réhabilitation et c'est finalement en juin que « l'Hébergement de Mestré » accueille ses premiers clients. 
Au vu du nombre très réduit de chambres d'hôtes à cette époque, celles de Mestré ont un franc succès[réf. nécessaire], favorisé par leur ambiance familiale, la proposition de dîner sur réservation et les produits issus de l'exploitation des terres du domaine. 
Au départ constitué de quelques chambres seulement[Combien ?], leur nombre s'accroît avec le temps, au fur et à mesure que la réputation du domaine prend de l'ampleur grâce à divers articles dans les journaux locaux et régionaux.[réf. nécessaire]
Par la suite, avec la reprise par Marie-Amélie de Courcy, fille de Dominique Dauge, le nombre de chambres d'hôtes augmente encore[Combien ?], certaines parties des bâtiments sont rénovées, et, en 2013 un véritable restaurant est créé.  

### La savonnerie Martin de Candre
En 1970, la propriétaire du domaine, Rosine Dauge, s'adjoint le savoir-faire d'un maître savonnier de Vierzon, une commune du Cher. Le domaine ne fait que de la revente de ces savons jusqu'en 1974.
À cette date, le maître savonnier prenant sa retraite et confie la fabrication à Rosine Dauge qui s'installe au domaine de Mestré et crée, avec l'aide de son frère Vincent Prache, une société à responsabilité limitée Promarcan.
Jusqu'en 1980, date à laquelle la boutique physique du domaine fait son ouverture, ils ne réalisent que de la vente à distance. Pour cette occasion, un bâtiment est reconstruit et aménagé dans le domaine pour y centrer les activités de la savonnerie. Au fil du temps, les filles de Rosine Dauge reprennent l'affaire familiale. Ainsi, Marie-Amélie de Courcy reprend la gestion commerciale et Hélène Strodijk devient le nez de l'entreprise,.
En 2011, à la savonnerie, est créé un musée sur la publicité autour du savon de 1860 à 1960. Les affiches et documents recensés sont des originaux amenés par Denis Prache, frère de Rosine Dauge et créateur du magazine jeunesse Okapi.
En 2013, une barbière s'installe au domaine de Mestré et utilise le savon à raser mis au point par la savonnerie.
En 2016, la savonnerie Martin-de-Candre est une des dernières savonneries artisanales de France à utiliser le procédé marseillais,,,,,,.